# Enhanced Graphics Adapter

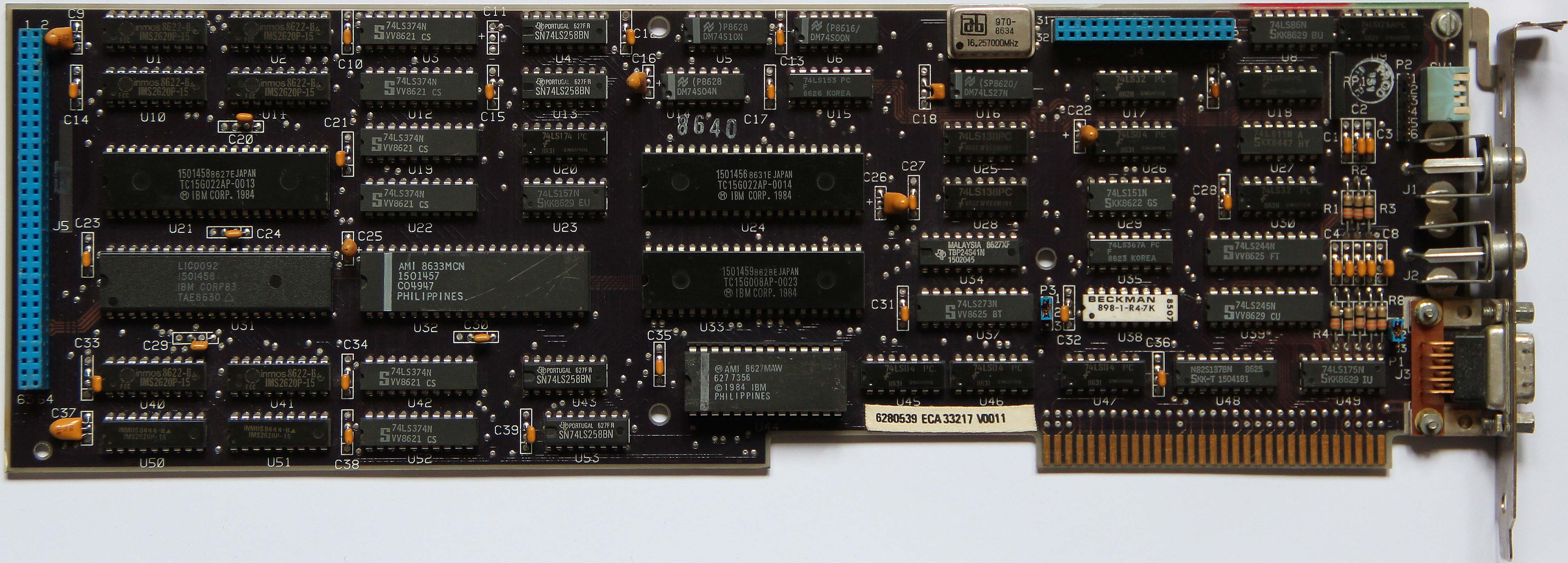
64 kB-os IBM EGA-kártya

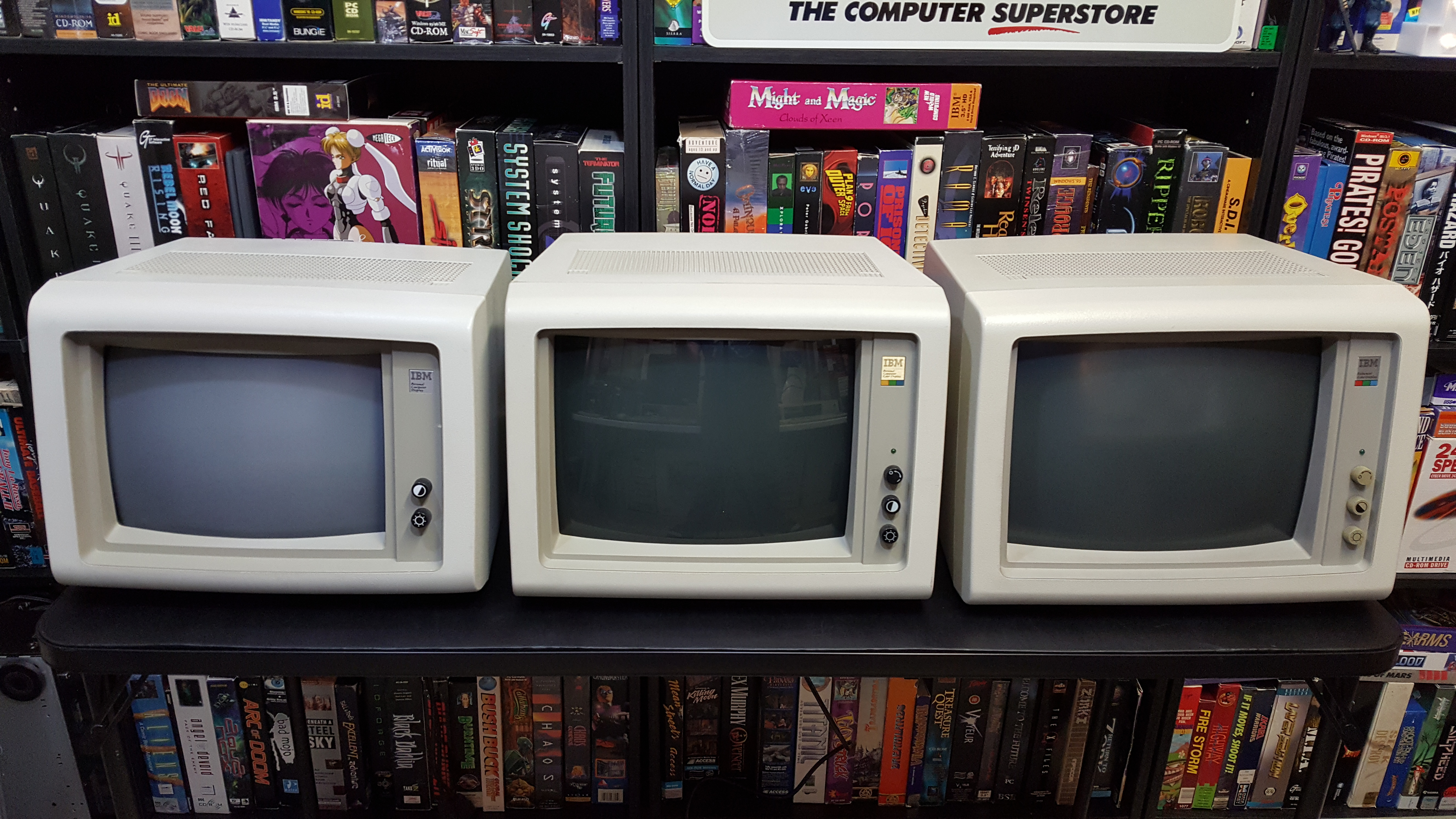
MDA, CGA és EGA monitorok

Az Enhanced Graphics Adapter (röviden EGA) az IBM által (a CGA szabvány után) 1984. szeptember 10-én kifejlesztett grafikus standard volt. Képes volt 640×350-es képernyőfelbontásra 16 színben (a palettán 64 szín volt). A képinformációk tárolásához 256 KB memória áll rendelkezésre.

## Története
A szabványt az IBM röviddel a PC/AT megjelenése után, 1984 októberében mutatta be. A régebbi IBM-modellek esetén memóriabővítésre volt szükség.
1984 és 1987 között más cégek (például Paradise Systems és Genoa Systems) is gyártottak EGA-kártyákat. A szabványt az 1987-ben megjelent MCGA és VGA váltották le.

## Kialakítása
Az IBM ISA-buszos EGA kártyái 64 KiB memóriával kerültek forgalomba, de ez 64 és 192 KiB közötti méretű modulokkal bővíthető volt; enélkül a maximális felbontás 650×350 pixel volt.
A vezérlőkártyák a CGA-hez hasonlóan RGB kimenettel rendelkeznek, azonban a kompozit csatlakozó hiányzik. A hardver a CGA és MDA monitorokkal is kompatibilis. Az EGA monitorok képesek a 200 soros, 15,7 kHz-es és a 350 soros, 21,8 kHz-es módok közötti váltásra.
Más gyártok 128 és 256 kibibyte memóriával rendelkező vezérlőkártyákat is kiadtak. Az ATI EGA Wonder kártyája a 800×560 pixeles felbontás mellett a megjelenítő automatikus felismerését is támogatta (az EGA-kártyákon általában DIP-kapcsolókkal kellett a monitor típusát kiválasztani).

## Csatlakozó
A vezérlő kártyán 9 pólusú D-sub anya csatlakozó van kiépítve. Az apa csatlakozó a monitor lengőkábelére van szerelve.
| Láb | Név | Funkció (angolul)           | Funkció (magyarul)         |
| --- | --- | --------------------------- | -------------------------- |
| 1   | GND | Ground                      | Föld                       |
| 2   | SR  | Secondary Red (Intensity)   | Másodlagos vörös (Fényerő) |
| 3   | PR  | Primary Red                 | Elsődleges vörös           |
| 4   | PG  | Primary Green               | Elsődleges zöld            |
| 5   | PB  | Primary Blue                | Elsődleges kék             |
| 6   | SG  | Secondary Green (Intensity) | Másodlagos zöld (fényerő)  |
| 7   | SB  | Secondary Blue (Intensity)  | Másodlagos kék (fényerő)   |
| 8   | H   | Horizontal Sync             | Vízszintes szinkronjel     |
| 9   | V   | Vertical Sync               | Függőleges szinkronjel     |

## Támogatott felbontások
EGA:
- 640×350, 16 szín
- 640×350, 2 szín
- 640×200, 16 szín
- 320×200, 16 szín

Szöveges mód:
- 40×25, 8×8-as betűméret (320×200)
- 80×25, 8×8-as betűméret (640×200)
- 80*25, 8×14-es betűméret (640×350)
- 80×43, 8×8-as betűméret (640×344)

Más gyártók:
- 640×400
- 640×480
- 720×540

## A szabványt támogató szoftverek
Az EGA szabványt támogató szoftverek 1986-tól jelentek meg; az egyik első a King’s Quest III című játék volt. 1987-re a szabvány széles körben elterjedt; az 1991-ig megjelent programok többsége támogatta, azonban a játékok többsége a CGA és Tandy szabványokkal való visszafelé kompatibilitás miatt 320×200 pixeles felbontást és 16 színt használt.

## Fordítás
- Ez a szócikk részben vagy egészben  az   Enhanced Graphics Adapter című angol Wikipédia-szócikk ezen változatának fordításán alapul.  Az eredeti cikk szerkesztőit annak laptörténete sorolja fel. Ez a jelzés csupán a megfogalmazás eredetét és a szerzői jogokat jelzi, nem szolgál a cikkben szereplő információk forrásmegjelöléseként.